# مسرح خشبة
تأسس طاقم مسرح خشبة عام 2011 بمبادرة مجموعة من المسرحيين الفلسطينيين الشباب في حيفا، الذين يسعون إلى خلق تحد مع الأشكال الفنية التقليدية في المجتمع. بعد عمل متواصل استمر ثلاث سنوات، نجح الطاقم في خلق بيت له: مسرح خشبة، وهو عبارة عن بيت عثمانيّ عتيق ويقع في حيّ وادي الصليب في البلدة التحتى في مدينة حيفا.
يهدف مسرح خشبة، من خلال تطوير وتجهيز هذا المكان، إلى أن يتحول إلى بيت للفنانين الفلسطينيين في الداخل . بحيث يعطيهم مساحة للتجريب والخلق والبحث، ولعرض أعمالهم بحرية . ساعياً بهذا إلى تشكيل حركة فنية جديدة تتحدى التقاليد السائدة وتعزز إخراط المجتمع المحلي فيها، وتسهم في الحفاظ على مركبات الهوية الفلسطينية كاللغة والمكان والثقافة، من خلال إنتاجاته وعروضه وورش عمله . سيكون هذا المسرح بيتاً يطور فيه الفنانون الفلسطينيون أشكالا وأساليب جديدة ومغايرة في المسرح والفنون، لينتج عن ذلك ولادة أيديولوجيا فنية حديثة، تعتمد على التعاون والتجريب والدعم المشترك.
خلال عام 2015 ركّز مسرح خشبة على موضوع “حيفا – بين الماضي والواقع الحاضر” وهدف المسرح إلى تسليط الضوء من خلال هذا المشروع على تاريخ فلسطينيي حيفا وعلى المصاعب الآنية التي يواجهونها. يُعتبر هذا العمل أوّل مشروع لطاقم خشبة في بيته الجديد وقد تمّ إنجازه بدعم من مؤسسة روزا لوكسمبورغ في إسرائيل.